# 1820 Логман
1820 Логман (1820 Lohmann) — астероїд головного поясу, відкритий 2 серпня 1949 року.
Тіссеранів параметр щодо Юпітера — 3,633.